# School of the Art Institute of Chicago
La School of the Art Institute of Chicago (SAIC) è la scuola privata associata all'omonima istituzione di Chicago.

## Storia
Nato nel 1866 come Chicago Academy of Design, l'istituto venne fondato da un gruppo di artisti e occupava delle stanze in affitto nella locale Clark Street. La scuola era finanziata dalle quote associative e dalle donazioni dei mecenati. Quattro anni dopo l'istituto si trasferì in un edificio ad Adams Street che venne distrutto durante l'incendio che divampò a Chicago nel 1871. A causa dei problemi finanziari e gestionali della scuola dovuti a questa perdita, i dirigenti aziendali formarono nel 1878 un consiglio di amministrazione e fondarono la Chicago Academy of Fine Arts. Nel 1882, l'accademia fu ribattezzata Art Institute of Chicago. Nel 2024 la School of the Art Institute of Chicago contava 3.640 studenti.